# Kimmel Center

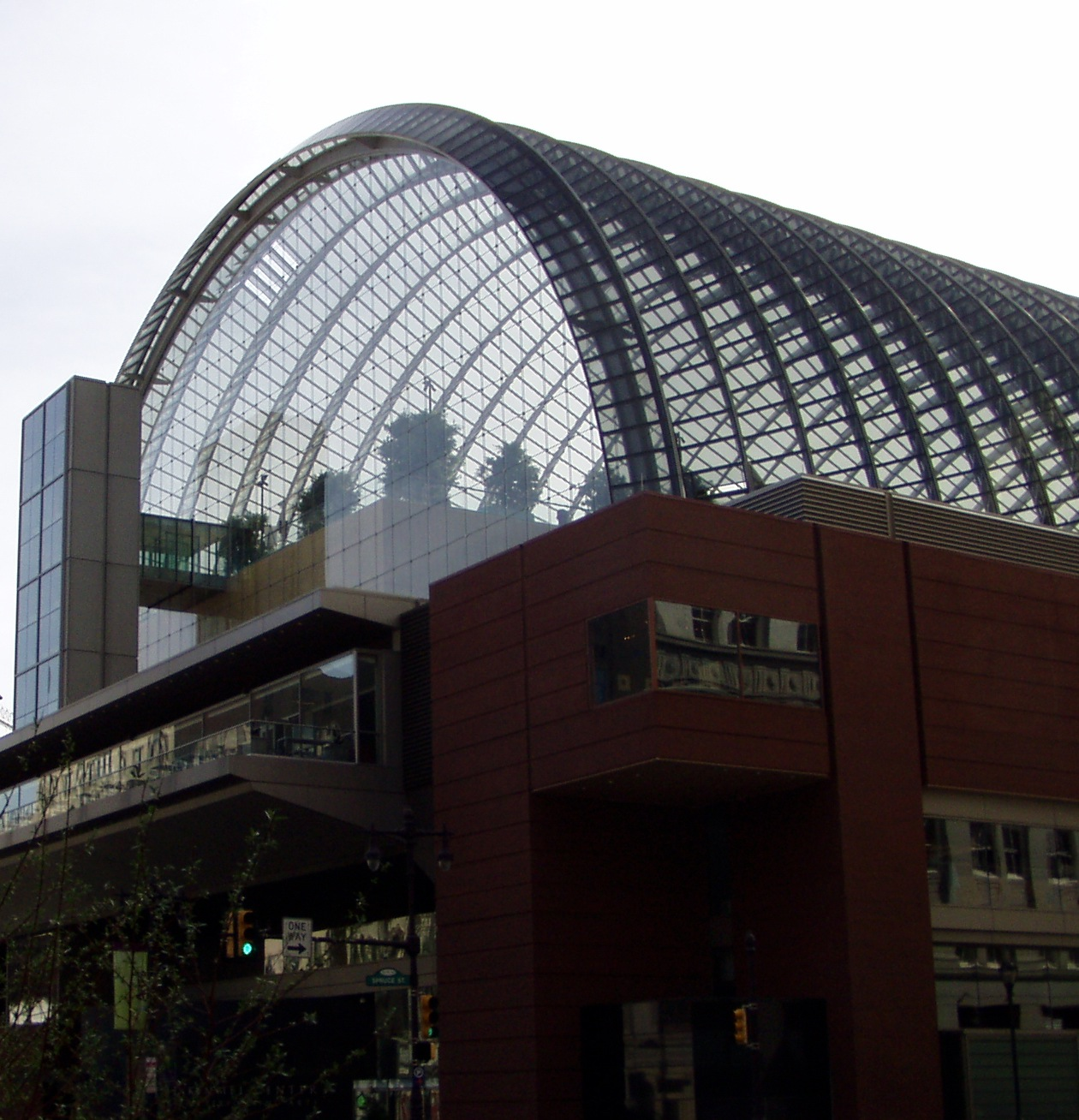
Exterior del edificio

Kimmel Center para las artes escénicas, es el principal de Filadelfia, Estados Unidos.
Fue inaugurado en 2001 y alberga el Verizon Hall (2547 espectadores) y el Perelman Hall (650 esp.), es sede de la Orquesta de Filadelfia y de la Opera Company Philadelphia, la compañía de ópera de la ciudad.

## Historia
En 1986, la Orquesta de Filadelfia aprobó un plan para construir una nueva sala de conciertos para reemplazar la envejecida Academia de Música. Esperaba completar las nuevas instalaciones a tiempo para su temporada de 1991. [2] El deseo de trasladar a la orquesta de sus instalaciones en la Academia de Música surgió ya en 1908, sin embargo, los planes se estancaron debido a la falta de consenso sobre el alcance y la financiación del proyecto. Fueron revividos nuevamente en la década de 1920 solo para ser hundidos por la Gran Depresión . Los planes surgieron nuevamente poco después de la Segunda Guerra Mundial cuando se construyeron centros de artes escénicas en otras ciudades como Nueva York , Washington y Los Ángeles. A pesar del compromiso de 1986, el proyecto languideció hasta 1993 cuando Sídney Kimmel donó $ 12 millones al proyecto y en 1995, la orquesta y los líderes comunitarios se reunieron para ayudar a revitalizar la sala de conciertos y también discutieron la posibilidad de fusionarla con un lugar para albergar a otras organizaciones del área y artistas visitantes. . [3] Los dos proyectos se fusionaron oficialmente como el Centro Regional de Artes Escénicas en 1996 y la construcción comenzó en 1998. En 2000, el centro recibió el nombre de Sídney Kimmel en reconocimiento a su donación en 1993 y una donación adicional de $ 3 millones en 1998. El La sala de conciertos fue nombrada Verizon Hall para reconocer las contribuciones por un total de $ 14.5 millones en efectivo, equipos y servicios de Verizon y la Verizon Foundation. [4]
Interior del Verizon Hall en el intermedio del Concierto matiné de la Orquesta de Filadelfia el 15 de mayo de 2015.
El arquitecto del Centro fue Rafael Viñoly y el acústico Artec Consultants. El Kimmel Center se inauguró oficialmente en un estado inacabado el 16 de diciembre de 2001. Esto siguió a una vista previa de gala el 14 de diciembre con actuaciones de André Watts , Denyce Graves , Frederica von Stade y Sir Elton John y el estreno de la Orquesta de Filadelfia en Verizon Hall el 15 de diciembre . [5] Numerosos sobrecostos y retrasos en la construcción llevado a la presentación de una demanda en 2005 por los funcionarios del Centro Kimmel contra Viñoly. La demanda se resolvió por una suma no revelada en 2006.
PERFORMES Y OTRAS INSTALACIONES
Un distintivo techo de vidrio abovedado encierra toda la estructura, lo que proporciona un gran vestíbulo común para todas las instalaciones. El Centro es una atracción popular que mantiene sus puertas abiertas al público los siete días de la semana. Recibe miles de visitantes al año y ofrece recorridos gratuitos por las instalaciones con regularidad.
Verizon Hall , con 2.500 asientos, es el principal auditorio de actuaciones. Contiene un órgano de tubos de Dobson Pipe Organ Builders , que es el órgano de tubos de acción mecánica más grande de una sala de conciertos estadounidense. El órgano es el Opus 76 de Dobson y lleva el nombre de Fred J. Cooper. Tiene dos consolas con cuatro manuales, 97 rangos y 124 paradas . [7]
El Teatro Perelman , con 650 asientos, tiene un escenario giratorio de 75 pies (23 m) de diámetro que permite utilizar el espacio como sala de recitales o teatro proscenio con escenario, fly-loft y foso de orquesta.
Dorrance H. Hamilton Roof Garden ubicado sobre el Perelman Theatre.
SEI Innovation Studio , un teatro de caja negra de 2688 pies cuadrados (249,7 m²) ubicado en los niveles inferiores del Kimmel Center. [8]
Espacios de actuación y salas de reuniones más pequeños